# Francisco Casilla Cortés
Francisco Casilla Cortés (Alcover, 2 oktober 1986) - alias Kiko Casilla - is een Spaans voormalig voetballer die als doelman speelde.

## Clubvoetbal
Cassila begon in de jeugdelftallen van Gimnàstic de Tarragona. In  2004 ging hij voor Real Madrid C spelen, gevolgd door twee jaar bij Real Madrid B waar hij stand-in was voor Jordi Codina en Antonio Adán. In 2007 werd Casilla gecontracteerd door Espanyol, waar de doelman in eerste instantie bij het tweede elftal ging spelen. Wel maakte hij op 20 januari 2008 zijn debuut in de Primera División, als vervanger van de geblesseerde Iñaki Lafuente. Verhuurperiodes bij Cádiz (2008–2010) en Cartagena (2010–2011) volgden. Met Cádiz behaalde hij in het eerste seizoen promotie naar de Segunda División A. Het volgende jaar degradeerde de club echter. Bij Cartagena begon Casilla als reserve achter Alejandro Rebollo Ceñal. Toen deze doelman niet kon overtuigen, kreeg Casilla zijn kans en werd hij een vaste waarde. Toen in juni 2011 Manuel Reina Rodríguez door Cartagena van Levante werd overgenomen, keerde Casilla terug naar Espanyol.
Tijdens het seizoen 2011/12 zou hij vanaf januari de eerste keuze worden om het doel van Espanyol te verdedigen. Hij zou dit eerste seizoen van zijn terugkeer in totaal twintig keer opdraven. In het seizoen 2012/13 kende hij door een blessure een moeilijke start, maar vanaf midden december nam hij zijn basisplaats weer in. Casilla stond tot en met juli 2015 vijf seizoenen onder contract bij Espanyol, waarvoor hij in die tijd 111 wedstrijden in de Primera División speelde.
Nadat Iker Casillas in juli 2015 vertrok bij Real Madrid, ging de club op zoek naar een nieuwe doelman. Casilla tekende diezelfde maand een contract tot medio 2020 in de Spaanse hoofdstad. Espanyol ontving circa €6.000.000,- voor hem..
Tijdens de start van het seizoen 2018/19 kreeg Casilla bij Real Madrid geen enkele mogelijkheid tot spelen en stapte over naar Leeds United. Casilla tekende tot juni 2023 bij de ploeg uit de Championship. De ploeg eindigde derde in de competitie, net niet genoeg voor promotie, maar kwam hierdoor wel terecht in de play-offs. Tijdens de halve finale werd de ploeg echter uitgeschakeld door Derby County. Tijdens het seizoen 2019/20 hielp hij als basisspeler de ploeg bij het behalen van het kampioenschap en promoveerde rechtstreeks naar de Premier League. Aan het begin van het seizoen 2020/21 zat Casilla op de bank en was het Illan Meslier die de basisspeler was. Mede door het bankzitten werd besloten om Casilla vanaf het seizoen 2021/22 te verhuren aan Elche, een ploeg uit de Primera División.  Op het einde van het seizoen werd zijn contract met de Engelse ploeg in onderling akkoord ontbonden.
Op 10 augustus 2022 tekende hij een jaarcontract bij Getafe, een ploeg uit de Primera División.  Hij speelde echter geen enkele officiële wedstrijd en stopte aan het einde van het seizoen met zijn actieve voetballoopbaan.

## Nationaal elftal
Casilla speelde voor diverse Spaanse jeugdelftallen. Op 29 augustus 2014 werd Casilla voor de eerste keer opgenomen in de selectie van Vicente Del Bosque voor het Spaans nationaal elftal voor de vriendschappelijke wedstrijd tegen Frankrijk. Op 18 november 2014 debuteerde hij uiteindelijk. In de vriendschappelijke wedstrijd tegen Duitsland viel de doelman in de tachtigste minuut in voor Iker Casillas. In de allerlaatste minuut liet Casilla een bal van Toni Kroos door zijn handen glippen, waardoor Spanje de wedstrijd met 1–0 verloor.
Casilla werd in 2011 door bondscoach Johan Cruijff geselecteerd voor de wedstrijd van het Catalaans elftal tegen Tunesië.

## Erelijst
| Competitie            |             |                           |             |             |
| Competitie            | Aantal      | Jaren                     |             |             |
| Real Madrid           | Real Madrid | Real Madrid               | Real Madrid | Real Madrid |
| --------------------- | ----------- | ------------------------- | ----------- | ----------- |
| FIFA Club World Cup   | 3x          | 2016, 2017, 2018          |             |             |
| UEFA Champions League | 3x          | 2015/16, 2016/17, 2017/18 |             |             |
| UEFA Super Cup        | 2x          | 2016, 2017                |             |             |
| Primera División      | 1x          | 2016/17                   |             |             |
| Supercopa de España   | 1x          | 2017                      |             |             |
| Leeds United          |             |                           |             |             |
| EFL Championship      | 1x          | 2019/20                   |             |             |